# Beth Barr
Beth Barr, née le 17 décembre 1971, est une nageuse américaine.

## Biographie
Aux Jeux olympiques d'été de 1988 à Séoul, Beth Barr remporte la médaille d'argent à l'issue de la finale du relais 4 × 100 m 4 nages en compagnie de Mary Wayte, Janel Jorgensen et Tracey McFarlane.